# John C. Burch
John Chilton Burch (* 1. Februar 1826 im Boone County, Missouri; † 31. August 1885 in San Francisco, Kalifornien) war ein US-amerikanischer Politiker. Zwischen 1859 und 1861 vertrat er den Bundesstaat Kalifornien im US-Repräsentantenhaus.

## Leben
John Burch besuchte die öffentlichen Schulen seiner Heimat. Nach einem anschließenden Jurastudium in Jefferson City und seiner Zulassung als Rechtsanwalt begann er in diesem Beruf zu arbeiten. Burch war damals auch als Deputy Clerk bei der Verwaltung im Cole County angestellt. Außerdem war er als Assistant Adjutant General Mitglied der Kommandozentrale der Nationalgarde von Missouri. Während des Goldrauschs zog Burch im Jahr 1950 nach Kalifornien, wo er bis 1851 in den Minen arbeitete. Danach war er Landrat im neugeschaffenen Trinity County. Im Jahr 1853 wurde er Bezirksstaatsanwalt. Gleichzeitig schlug er als Mitglied der Demokratischen Partei eine politische Laufbahn ein. 1856 war er Abgeordneter in der California State Assembly; von 1857 bis 1859 gehörte er dem Staatssenat an.
Bei den staatsweit ausgetragenen Kongresswahlen des Jahres 1858 wurde Burch für den ersten Sitz von Kalifornien in das US-Repräsentantenhaus in Washington, D.C. gewählt, wo er am 4. März 1859 die Nachfolge von Joseph C. McKibbin antrat. Bis zum 3. März 1861 konnte er eine Legislaturperiode im Kongress absolvieren. Diese war von den Ereignissen im unmittelbaren Vorfeld des Bürgerkrieges geprägt. Nach dem Ende seiner Zeit im US-Repräsentantenhaus arbeitete Burch als Anwalt in San Francisco. Vier Jahre lang war er Mitglied der Gesetzeskommission seines Staates (Code Commissioner). Eine Ernennung zum Richter am Supreme Court of California lehnte er ab. Zwischen 1879 und 1881 war er als Secretary of the Senate bei der Verwaltung des US-Senats angestellt. John Burch starb am 31. August 1885 in San Francisco.